# 石川卯一郎
石川 卯一郎（いしかわ ういちろう、文久2年 - 大正8年（1919年）11月）は、日本の実業家。関東酸曹常務取締役。東京府平民。
丁稚奉公から身を興し、苦闘のすえ、昭和電工と日産化学の前身である関東酸曹という会社を創立した。
初代経団連会長石川一郎の父。元鹿島会長、日本商工会議所会頭の石川六郎の祖父。

## 経歴
大坂に生まれる。石川伊助の長男。生家は江戸時代、｢宇田屋｣という屋号の商家だった。
明治10年（1877年）、東京に出てきて、苦学した。海軍の軍人になろうとしたが、背の高さが足りずに諦め、大蔵省の印刷局に奉職した。関東酸曹という会社を設立した。

## 家族・親族

### 石川家
（大阪府、東京府北豊島郡瀧野川町大字西ヶ原（現東京都北区））墓所：染井霊園
- 父・伊助[2]
- 母・マツ（大阪府平民、伊木庄兵衛二女[7]）

天保4年7月生 - 没
- 妹・チカ（大阪府平民、宮部文七の養子となる[2]）

明治20年（1887年）11月生 - 没
- 妻・カネ（東京、士・宇津信勝三女[2]）

元治元年正月生 - 没
- 長男・一郎[2]（実業家）

明治18年（1885年）11月生 - 昭和45年（1970年）1月没
- 同妻・フミ（福島、平・関定次郎長女）
- 同長男・馨

- 次男・次郎[2]（実業家）

明治23年（1890年）1月生 - 没
- 三男・三郎[2]（実業家）

明治29年（1896年）8月生 - 没
- 四男・四郎[2]（実業家）

明治37年（1904年）1月生 - 没
- 長女・ツネ（長野県平民、牧音輔に嫁す[2]）

明治21年（1888年）1月生 - 没
- 二女・みつ（東京府士族、林寅蔵二男工学士静馬に嫁す[2]）

明治25年（1892年）3月生 - 没
- 三女・時（滋賀県平民、久保元治長男俊治に嫁す[2]）

明治25年（1892年）3月生 - 没
- 女・秋江[2]

明治31年（1898年）8月生 - 没
- 女・雅子[2]

明治35年（1902年）5月生 - 没

## 人物像
沈毅寡言にして物に動せず、頗る算數に巧みにして事物講究の念極めて緻密周到なり、又物に執着する癖ありて多種多様の職に従ふを厭ふ。